# Schnider
Schnider ist ein deutscher Familienname.

## Herkunft und Bedeutung
Schnider ist eine alemannische Variante des deutschen Familiennamens Schneider. Er tritt vor allem in der Schweiz auf.

## Varianten
- Schnyder

## Namensträger
- Albrecht Schnider (* 1958), Schweizer Maler
- Andreas Schnider (* 1959), österreichischer Politiker (ÖVP) und Bundesrat
- Daniel Schnider (* 1973), Schweizer Radrennfahrer
- Gert Schnider (* 1979), österreichischer Schachspieler
- Jan Schnider (* 1983), Schweizer Beachvolleyballspieler
- Kristin T. Schnider (* 1960), Schweizer Schriftstellerin
- Pascale Schnider (* 1984), Schweizer Radrennfahrerin
- Theodor Schnider (1930–2008), Schweizer Politiker
- Ueli Schnider (* 1990), Schweizer Skilangläufer